# JS Estonia Tallinn
Jalgpalliselts Estonia Tallinn war ein estnischer Fußballverein aus Tallinn. Der Klub wurde insgesamt sechs Mal estnischer Meister.

## Vereinsgeschichte
JS Estonia Tallinn gründete sich im November 1930 und nahm ab dem folgenden Jahr am Spielbetrieb teil. Bereits in der zweiten Spielzeit seines Bestehens stieg der Klub in die höchste Spielklasse auf und wurde dort auf Anhieb hinter dem SK Tallinna Sport Vizemeister. In den folgenden Jahren dominierte der Klub die Meisterschaft und war zwischen 1934 und 1939 mit fünf Meistertiteln in Folge Serienmeister. In der letzten Spielzeit vor der sowjetischen Okkupation wurde der Klub 1940 hinter Olümpia Tartu erneut Vizemeister. Anschließend wurde der Spielbetrieb während des Zweiten Weltkriegs zeitweise ausgesetzt, nach dem erneuten Meisterschaftsgewinn 1943 wurde der Verein 1944 unter sowjetischer Besatzung endgültig aufgelöst.
Zu den prägenden Spielern in der knapp 15-jährigen Vereinsgeschichte gehören unter anderem die mehrfachen estnischen Nationalspieler Martin Jensen, Heinrich Uukkivi, Egon Parbo, Valter Neeris, Nikolai Linberg, Voldemar Peterson, Elmar Saar, Juho Matsalu und Helmuth Räästas. Der mutmaßliche Kriegsverbrecher Evald Mikson, Vater der späteren isländischen Profispieler Jóhannes Eðvaldsson und Atli Eðvaldsson, spielte ebenfalls für den Verein.

## Erfolge
- Estnischer Meister: 1934, 1935, 1936, 1938, 1939, 1943